# توماس لنون (فیلم‌ساز)
توماس لنون (انگلیسی: Thomas Lennon؛ زادهٔ ۱۹۵۱ میلادی) کارگردان، فیلم‌نامه‌نویس و تهیه‌کننده فیلم اهل ایالات متحده آمریکا است.
از فیلم‌هایی که وی در آن‌ها نقش داشته است، می‌توان به آرکی‌او ۲۸۱ اشاره نمود.
وی همچنین برندهٔ جوایزی همچون جایزه اسکار بهترین فیلم مستند کوتاه شده‌است.